# North Village Rams
El North Village Community Club Rams es un equipo de fútbol de Bermudas que compite en la Liga Premier de Bermudas, la liga de fútbol más importante del país.
El equipo fue fundado en 1957 en la capital Hamilton.

## Palmarés
- Liga Premier de Bermudas: 9

1973/74, 1975/76, 1977/78, 1978/79, 2001/02, 2002/03, 2005/06, 2010/11, 2019/20
- Copa FA de Bermudas: 10

1977/78, 1982/83, 1985/86, 1988/89, 1999/00, 2001/02, 2002/03, 2003/04, 2004/05, 2005/06

## Participaciones en competiciones de la CONCACAF
- Campeonato de Clubes de la CFU: 1 aparición

2012 - Primera Ronda

## Jugadores

### Jugadores destacados
- Taurean Manders